# 中洲镇 (淳安县)
中洲镇，中国浙江省西北部淳安县下辖的一个镇。

## 辖区
该镇辖有：
畈头村、双许村、南庄村、洄溪村、木瓜村、枫林坞村、徐家村、长埂村、余家村、樟村村、乘风源村、苏家畈村、霞童村、李家畈村、中洲村、厦山村、左川村、札溪村和叶村村。